# Коцюр, Валерия Николаевна
Валерия Николаевна Коцюр (род. 11 июня 1992 года) — российская спортсменка, игрок в настольный теннис, член национальной сборной России. Трёхкратная чемпионка России: чемпионка России в парном разряде 2018 года, чемпионка России в составе команды Краснодарского края 2021 года, чемпионка России в смешанном разряде 2024 года. Победительница Командного чемпионата ФНТР в составе УГМК (2022, 2023, 2024). Мастер спорта России (2012).

## Достижения
- Лично-командный чемпионат России по настольному теннису 2018 (женские пары, в паре с Анастасией Колиш)
- Лично-командный чемпионат России по настольному теннису 2021 (женские команды, в составе команды Краснодарского края)
- Лично-командный чемпионат России по настольному теннису 2024 (смешанный разряд)
- Лично-командный чемпионат России по настольному теннису 2013 (женские пары, в паре с Екатериной Хлызовой)
- Лично-командный чемпионат России по настольному теннису 2020 (женские команды, в составе команды Краснодарского края)
- Лично-командный чемпионат России по настольному теннису 2022 (женские пары, в паре с Валерией Щербатых)